# 苗栗縣政府
24°33′53″N 120°49′15″E / 24.564855°N 120.820739°E
苗栗縣政府是中華民國臺灣省苗栗縣最高層級的地方行政機關，在中華民國政府架構中，為縣自治的行政機關，同時負責執行中央機關委辦事項。苗栗縣的自治監督機關本為臺灣省政府，臺灣省虛級化後，相關業務與功能被大幅縮減，苗栗縣的自治監督機關亦改為行政院內政部。苗栗縣政府也是轄下各鄉、鎮、市的地方自治監督機關。

## 沿革
1889年（清光緒15年）苗栗設縣。
1895年日本統治台灣後，先廢縣劃為臺北縣新竹支廳及臺中縣苗栗支廳所管轄。
1901年到1908年間，新設苗栗廳，1920年廢廳改州郡制，今苗栗縣轄區分為苗栗郡、竹南郡、大湖郡，屬新竹州管轄。二戰後初期隸屬於新竹縣，至1950年（民國39年）臺灣施行地方自治後，苗栗縣再次設縣，其行政區範圍則沿用至今。 　

## 縣府組織
苗栗縣政府的組織基準法為《苗栗縣政府組織自治條例》，苗栗縣政府所轄組織，在縣長及副縣長之下，設有6局、15處、1委員會；另設置18個戶政事務所、縣立體育場、家庭教育中心
、動物保護防疫所、6個地政事務所、心理健康中心、18個衛生所、長期照護管理中心、10個分局（大隊）等47個二級機關。縣政府有三棟辦公大樓。
所屬一級單位
- 民政處
- 財政處
- 水利處
- 交通工務處[1]
- 教育處
- 勞動及青年發展處[2]
- 農業處
- 地政處
- 工商發展處
- 社會處
- 行政處
- 原住民族及族群發展處[3]
- 主計處
- 人事處
- 政風處

所屬一級機關
- 警察局
- 消防局
- 衛生局
- 環境保護局
- 文化觀光局
- 稅務局（下有竹南分局）

所屬二級機關（構）
- 各戶政事務所（18所）
- 縣立體育場
- 家庭教育中心
- 動物保護防疫所
- 各地政事務所（頭份、苗栗、竹南、銅鑼、大湖、通霄）
- 心理健康中心
- 各衛生所（18所）
- 長期照護管理中心

各級學校（構）
- 苗栗縣立各高級中學（4校）
- 苗栗縣立各國民中學（27校）
- 苗栗縣立各國民中小學（3校）
- 苗栗縣各國民小學（114校）

縣營事業機構
- 私法人—苗栗肉品市場股份有限公司

## 爭議事件
抄襲維基百科
2014年4月，網友爆料苗栗縣政府於2011年的義大利經濟建設考察報告，抄襲自中文維基百科的義大利條目。
財政危機
至2015年7月，苗栗縣政府欠債超過600億新臺幣，一度發不出縣府員工薪水。 
坤輿公司多次申請設置掩埋場遭駁回，聯外道路申請建照成功後，2020年苗栗縣府同意試運轉計畫。因水源污染問題，自救會抗議並提出訴訟，期間爆發多次衝突。2022年7月21日，衝突升級8人受傷，同日台中高等行政法院判定縣府敗訴，苗栗縣政府廢止坤輿試運轉計畫。

## 外部連結
- 苗栗縣政府 （页面存档备份，存于）（中文）（英文）
- YouTube上的press mio頻道